# Jacques Alric
Pour les articles homonymes, voir Alric.
Jacques Alric est un acteur français né à Courbevoie le 15 novembre 1929 et mort à Châtenay-Malabry le 4 septembre 2013.

## Filmographie partielle

### Cinéma
- 1973 : Chacal (The Day of the Jackal) de Fred Zinnemann
- 1973 : Le Train de Pierre Granier-Deferre
- 1974 : Un nuage entre les dents de Marco Pico
- 1975 : La Rage au poing d'Éric Le Hung
- 1977 : L'Animal de Claude Zidi
- 1979 : Tendrement vache de Serge Pénard
- 1981 : La Provinciale de Claude Goretta
- 1983 : Coup de foudre de Diane Kurys

### Télévision
- 1965 : Commandant X - épisode : Le Dossier Edelweiss de Jean-Paul Carrère
- 1967 : La Bonne peinture, de Philippe Agostini : Lionel Bourgoin
- 1967 : Vidocq : Chalembier (épisodes 6 et 9)
- 1968 : Les Cinq Dernières Minutes, épisode Les Enfants du faubourg de Claude Loursais
- 1969 : Le Cœur cambriolé, téléfilm de Lazare Iglesis
- 1971 : Les Nouvelles Aventures de Vidocq, épisode : Les Chauffeurs du Nord
- 1971 : L'Heure éblouissante de Jeannette Hubert
- 1972 : Les Évasions célèbres : épisode Latude ou L'entêtement de vivre de Jean-Pierre Decourt
- 1972 : Pouchkine de Jean-Paul Roux
- 1975 : Les Peupliers de la Prétentaine (série télévisée) de Jean Herman : Charles
- 1976 : Anne jour après jour de Bernard Toublanc-Michel (série TV)
- 1977 : Les Cinq Dernières Minutes, épisode Le Goût du pain de Claude Loursais
- 1977 : Les Cinq Dernières Minutes : épisode : Nadine de Philippe Joulia
- 1978 : Au théâtre ce soir : Ce soir à Samarcande de Jacques Deval, mise en scène Raymond Gérôme, réalisation Pierre Sabbagh, Théâtre Marigny
- 1980 : Au théâtre ce soir : La Queue du diable d'Yves Jamiaque, mise en scène Michel Roux, réalisation Pierre Sabbagh, Théâtre Marigny
- entre 1980 et 1989 : série Julien Fontanes, magistrat
- 1992 : Navarro  saison 5 épisode 3 : le voisin du dessus de Patrick Jamain
- 1994 : Une nana pas comme les autres d'Éric Civanyan
- 1987 : Les Cinq Dernières Minutes, épisode L'amiral aux pieds nus de Pierre Desfons

## Théâtre
- 1953 : Victimes du devoir d'Eugène Ionesco, mise en scène Jacques Mauclair, Théâtre du Quartier Latin, Théâtre des Célestins
- 1970 : Jarry sur la butte d'après les œuvres complètes d'Alfred Jarry, mise en scène Jean-Louis Barrault,  Elysée-Montmartre
  - 1998 : Là-haut ! opérette de Maurice Yvain, avec Jean-Paul Lucet, Manon Landowski, Patrick Haudecoeur, Marcel Philippot, mise en scène David Gilmore, Théâtre Daunou (rôle : Saint-Pierre)